# 17 Весов
17 Весов (лат. 17 Librae, HD 132230) — одиночная звезда в созвездии Весов на расстоянии приблизительно 400 световых лет (около 123 парсеков) от Солнца. Видимая звёздная величина звезды — +6,601m.

## Характеристики
17 Весов — оранжевый гигант или белая звезда спектрального класса K2III или A1V. Радиус — около 1,84 солнечного, светимость — около 26,05 солнечных. Эффективная температура — около 9840 К.